# 卡拉哈火山
卡拉哈火山口（英語：Karaha Crater）是一座位於印度尼西亞西爪哇省的火山，其類型屬於火山噴氣孔。預估其火山口是在最後一次噴發時造成的，但目前無法得知其最後噴發日期。整個噴氣孔田佔地250（820英尺）*80（260英尺），並充滿含硫沉積物。